# 比利時途易航空
比利時途易航空（TUI fly Belgium）是一家比利時的低成本航空公司，2003年成立时名為比利時途易航空，2005年11月改名為捷特飛航空，现时又改回原名，其總部設在比利時扎芬特姆，以布魯塞爾機場為主要樞紐機場，主要經營歐洲、非洲、亞洲和加勒比海國家等國際航線，目前是比利時第二大的航空公司。

## 外部連結
- 比利時途易航空的Facebook專頁